# Rock Bottom: In Your House
Rock Bottom: In Your House è stato un evento prodotto dalla World Wrestling Federation. L'evento si svolse il 13 dicembre 1998 al General Motors Place di Vancouver, nella Columbia Britannica. Fu presentato da Hasbro Interactive per Nintendo 64.

## Storyline
Quando la Nation of Domination si sciolse, D'Lo Brown e Mark Henry divennero un tag team. Quando Terri Runnels rivelò a Val Venis di essere incinta, Venis ammise di aver fatto una vasectomia e la rinnegò, formò un tag team con The Godfather. Jacqueline fu scaricata dal suo partner Marc Mero e formò le Pretty Mean Sisters con la Runnels.
Gli Headbangers compierono un turn heel nel mese di novembre.

## Risultati
| #    | Risultati | Stipulazioni                                                                   | Durata |
| ---- | --- | ------------------------------------------------------------------------------ | ------ |
| Heat | Gillberg (c) ha sconfitto Matt Hardy                                                                                                | Single match per il WWF Light Heavyweight Championship                         | 01:02  |
| Heat | Kevin Quinn ha sconfitto Brian Christopher                                                                                          | Single match                                                                   | 02:23  |
| Heat | Triple H ha sconfitto Droz | Single match                                                                   | 01:37  |
| Heat | The New Age Outlaws (Billy Gunn e Road Dogg) hanno sconfitto The Acolytes (Faarooq e Bradshaw) per squalifica                       | Tag team match                                                                 | 02:00  |
| 1    | Mark Henry e D'Lo Brown (con Terri Runnels e Jacqueline) hanno sconfitto The Godfather e Val Venis                                  | Tag team match                                                                 | 05:54  |
| 2    | The Headbangers (Mosh e Thrasher) hanno sconfitto Kurrgan e Golga (con Giant Silva e Luna Vachon)                                   | Tag team match                                                                 | 06:29  |
| 3    | Steve Blackman ha sconfitto Owen Hart per count out                                                                                 | Single match                                                                   | 10:26  |
| 4    | The Brood (Edge, Gangrel e Christian) ha sconfitto The J.O.B. Squad (Al Snow, Scorpio e Bob Holly)                                  | Six-man tag team match                                                         | 09:08  |
| 5    | Goldust ha sconfitto Jeff Jarrett (con Debra) per squalifica                                                                        | Single match                                                                   | 08:06  |
| 6    | The New Age Outlaws (Billy Gunn e Road Dogg) (c) hanno sconfitto The Corporation (Big Boss Man e Ken Shamrock) (con Shawn Michaels) | Tag team match per i WWF Tag Team Championship                                 | 16:10  |
| 7    | Mankind ha sconfitto The Rock (c) (con Vince e Shane McMahon) per Sottomissione Tecnica                                             | Single match per il WWF Championship                                           | 13:35  |
| 8    | Steve Austin ha sconfitto The Undertaker (con Paul Bearer)                                                                          | Buried Alive match per il diritto di competere nel Royal Rumble match del 1999 | 21:33  |